# 熊谷桜堤

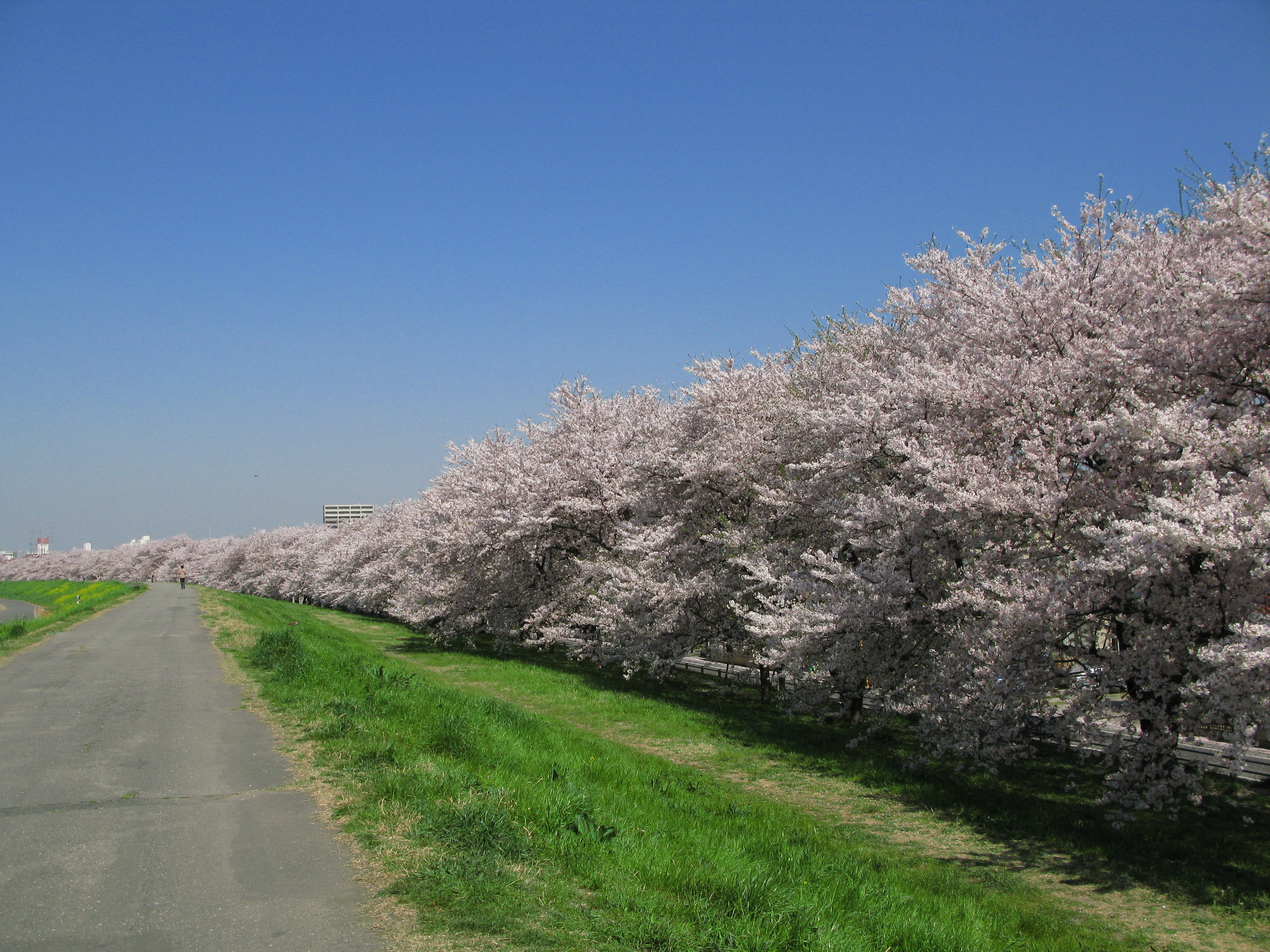
熊谷桜堤（2009年4月10日撮影）

熊谷桜堤 （くまがやさくらつつみ）は、埼玉県熊谷市で荒川左岸の堤防の内、荒川大橋付近から下流、約2kmの区間の名称で観光名所。

## 概要
約500本もの桜（ソメイヨシノ）が植えられていて、毎年熊谷さくら祭が開催され、花見客で賑わいを見せている。1990年（平成2年）には、日本さくら名所100選にも選ばれている。
近年では菜の花も植えられ、ピンクと黄色のコントラストが映えている。
熊谷駅から徒歩5分というアクセスの良さも好評。
ここにある桜の木のうち1本が熊谷地方気象台における桜開花の標本木となっている。

## 歴史

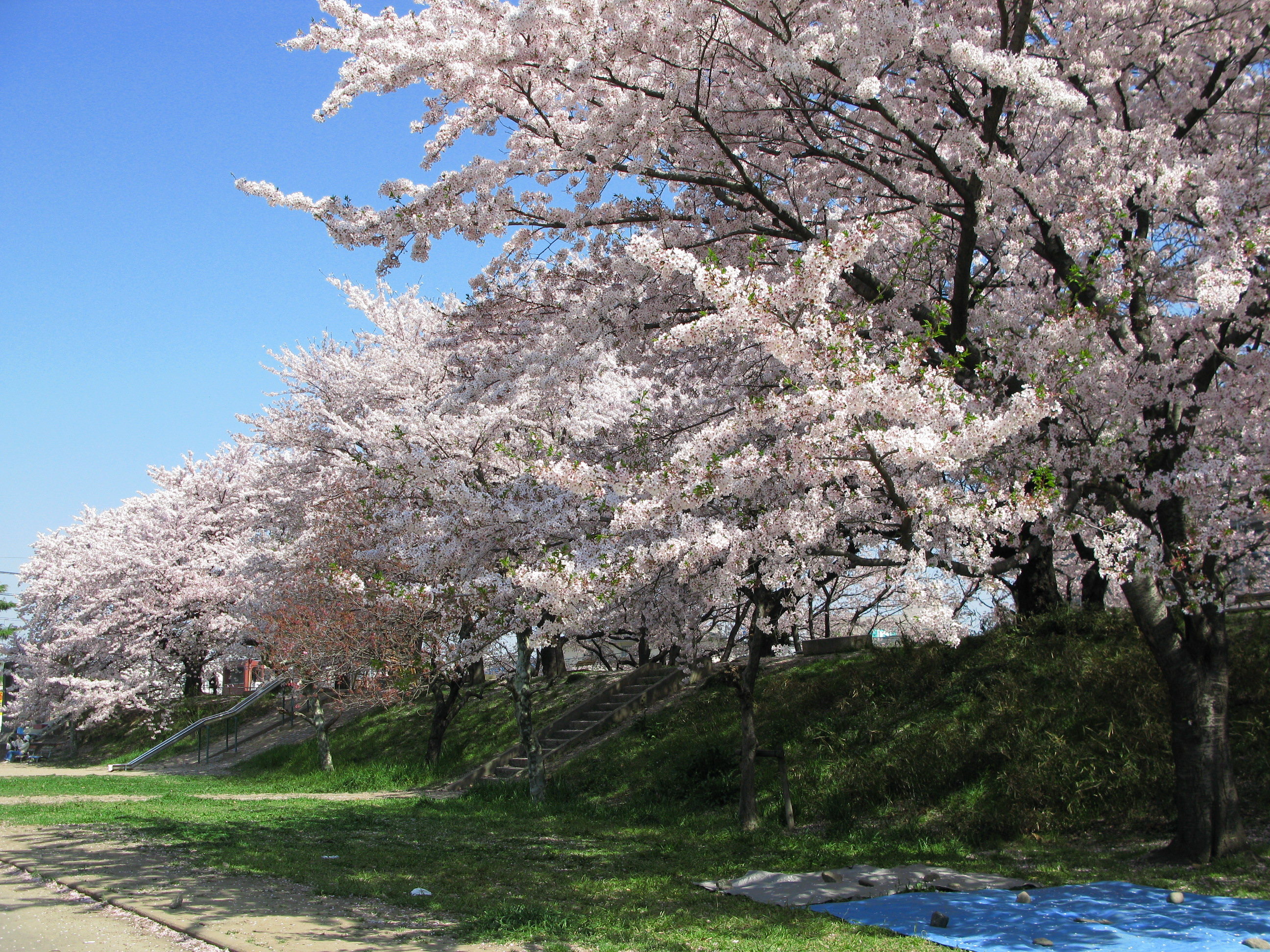
万平公園に残された旧熊谷堤の一部

1580年頃、熊谷堤（現在の熊谷桜堤とは別の位置でもっと現在の駅の位置に近かった）が築かれ、その後、桜が植えられた。
江戸時代頃より、桜の名所として有名になる。
明治時代に入って、一度枯れてしまったが、1886年（明治19年）より植樹を開始し復活、1910年（明治43年）には906本に達した。
1923年（大正12年）には、内務省から名勝の指定を受けたり、上野からの花見客向け臨時列車が運転されるなど、大いに栄えていたが、1925年（大正14年）、大火にあい、多くが焼失、衰えてしまった。
1952年（昭和27年）、荒川改修に伴い、新たな熊谷堤が築かれ、そこに熊谷市・市制施行20周年事業として植樹、現在の熊谷桜堤となる。
1954年（昭和29年）、熊谷堤の名勝指定が解除された。旧熊谷堤の一部は、万平公園として残されている。また、旧熊谷堤の東端に、名勝熊谷堤の石碑が今も残されている。

## アクセス
JR上越新幹線・JR高崎線・秩父鉄道秩父本線熊谷駅南口より、徒歩5分。
- 国際十王バス榎町停留所からすぐ（荒川大橋）
- 熊谷市ゆうゆうバス直実号河原町2丁目停留所より、徒歩2分

## イベント
この熊谷桜堤では、春と夏に大きなイベントが開催される。

### 熊谷さくらマラソン大会
- 熊谷運動公園陸上競技場をメインスタンドとする市民マラソン。一部コースでは、熊谷桜堤の下を走る。開催時期は3月下旬で、熊谷桜堤は満開になっていないことが多い。

### 熊谷さくら祭
- 熊谷桜堤の桜を楽しむために熊谷市（正確には、熊谷市観光協会・熊谷商工会議所・熊谷市商店街連合会）が主催する祭。開催時期は大体3月下旬から4月上旬頃に桜の開花状況に応じて、1週間ほど開催される。花見客で賑わっており、夜桜を楽しむ花見客も多い。

### 熊谷花火大会
- 熊谷桜堤の対岸の河川敷を打ち上げ会場として毎年8月に開催される、熊谷花火大会では、この熊谷桜堤及び直下の河川敷がメイン会場となっている。1週間ほど行われるさくら祭と比べ、1夜限りである花火大会は、どうしても観覧客が集中してしまい、荒川大橋含め、駅南口周辺および熊谷桜堤周辺は大混雑となり、車両通行止めなどの措置を取る。

## 万平公園
- 旧熊谷堤の一部が残された公園である、こちらにも桜が残されている。
- 熊谷桜堤より歩いてすぐのところにある。
- 旧熊谷堤は、「万平出し」もしくは「万平堤」と呼ばれている。

## 熊谷市内における他の桜の名所
- 熊谷運動公園 - 「熊谷さくらマラソン大会」のメイン会場。
- 桜リバーサイドパーク - 和田吉野川右岸にある。
- 中央公園 - 市役所脇にある公園、多数の桜が植えられている。
- 熊谷スポーツ文化公園 - 園内各地に桜が植えられている。
- 別府沼公園

など